# James Bond 007 – Der Spion, der mich liebte
Der Spion, der mich liebte (Originaltitel: The Spy Who Loved Me) ist der zehnte Film aus der James-Bond-Reihe, gedreht von Lewis Gilbert in den Jahren 1976 und 1977. Der Film hatte am 7. Juli 1977 Weltpremiere in London und am 26. August 1977 Premiere in Deutschland.

## Handlung
Nach dem rätselhaften Verschwinden eines britischen Atom-U-Boots auf hoher See beauftragt der MI6 James Bond mit der Aufklärung des Falls. Die Sowjets, die auf dieselbe Weise ein Atom-U-Boot verloren haben, setzen ihre Agentin Anya Amasova (Deckname Triple X) ein.
Nachdem Bond in Österreich bei einer Verfolgungsjagd auf Skiern den Anführer der zunächst unbekannten Angreifer erschossen hat, reist er nach Kairo, wo die Pläne eines geheimen U-Boot-Ortungssystems auf dem Schwarzmarkt angeboten werden. Sein Studienfreund Scheich Hosein bringt Bond auf die Spur von Aziz Fekkesh, doch der Agent muss zusehen, wie Fekkesh bei den Pyramiden von Gizeh vom Beißer getötet wird, einem riesenhaften Killer mit Stahlgebiss. Hier trifft Bond auf Anya und buhlt mit ihr bei Max Kalba um den Erwerb der Pläne, die sich auf einem Mikrofilm in dessen Besitz befinden. Noch vor Abschluss des Handels taucht der Beißer erneut auf, tötet Kalba und entwendet den Mikrofilm. Bond und Anya nehmen die Verfolgung auf und können ihm den Film in der Tempelanlage von Karnak wieder abjagen. Nachdem Bond von Anya mit Betäubungsgas außer Gefecht gesetzt wird, trifft er sie zusammen mit ihrem Chef, General Gogol, in der ägyptischen Außenstelle des MI6 wieder. Hier eröffnet ihm sein Vorgesetzter M, dass ihre beiden Regierungen sie gemeinsam auf die Lösung des Falls ansetzen wollen. Eine Spur auf dem Mikrofilm führt zum Reeder und Meeresbiologen Karl Stromberg, der bei Sardinien ein Meeresforschungslabor in einer Tauchstation besitzt.
Auf dem Weg nach Italien werden Bond und Anya im Zug erneut von Beißer angegriffen. Bond kann ihn jedoch aus dem Fenster stoßen und verbringt mit Anya die Nacht in ihrem Abteil. Als Meeresforscher und dessen Frau getarnt, besuchen sie Stromberg in dessen Tauchstation Atlantis. Beißer identifiziert sie als Agenten und Stromberg befiehlt, sie zu beseitigen. Auf dem Rückweg im Lotus Esprit, den Bond von Q erhalten hat, werden sie von Beißer und weiteren Leuten Strombergs verfolgt, können sie jedoch abschütteln. Auf der Flucht vor den Bordwaffen eines von Strombergs Assistentin Naomi gesteuerten Hubschraubers fährt Bond den Lotus ins Meer, verwandelt ihn per Knopfdruck in ein U-Boot und schießt den Hubschrauber mit einer Rakete ab. Unter Wasser stellen sie an Strombergs Station fest, dass er der Drahtzieher hinter den U-Boot-Entführungen ist. Sie werden von dessen Tauchern angegriffen, können sich jedoch verteidigen und fliehen. Stromberg hat die Morde an Fekkesh und Kalba veranlasst und ebenso seine verräterische Sekretärin und die beiden Erfinder des Ortungssystems als Mitwisser liquidiert. Zurück im Hotel findet Anya heraus, dass Bond bei der Skijagd in Österreich ihren Geliebten, ebenfalls Agent des sowjetischen Geheimdienstes, erschossen hat und schwört, Bond nach Erledigung des Auftrags zu töten.
Die gestohlenen U-Boote befinden sich im Inneren von Strombergs Supertanker Liparus, den Bond und Anya im US-amerikanischen U-Boot von Kapitän Carter verfolgen. Hierbei wird ihr U-Boot ebenso von der Liparus „geschluckt“ und die Besatzung gefangen genommen. Strombergs Plan ist es, unter Wasser eine neue Zivilisation zu erschaffen. Die gestohlenen U-Boote sollen Atomraketen auf New York und Moskau abfeuern, um so einen globalen Atomkrieg zu provozieren, der die in seinen Augen dekadente Zivilisation auslöscht. Mit Anya als Gefangene macht sich Stromberg in Richtung seiner Atlantis-Station davon. Bond kann sich und die anderen U-Boot-Besatzungen befreien und mit deren Hilfe nach einem schweren Gefecht gegen Strombergs Truppen mit einem aus einer Atomrakete ausgebauten Sprengkopf den Kommandobunker der Liparus aufsprengen. Er lässt Carter den bereits ausgelaufenen U-Booten mit Strombergs Mannschaften an Bord den Standort des jeweils anderen Bootes als neue Zielkoordinate übermitteln, so dass sie sich gegenseitig zerstören. Mit dem verbliebenen amerikanischen U-Boot verlassen die Überlebenden die durch den Kampf schwer beschädigte, sinkende Liparus.
Carter erhält von der US-Regierung den Befehl, Strombergs Station Atlantis zu torpedieren. Bond, der Anya retten will, erwirkt bei Carter eine Galgenfrist von einer Stunde. Mit einem von Q entwickelten Jet-Ski erreicht er die Station, wo er auf Stromberg trifft und ihn erschießt. Es gelingt ihm, den Beißer in Strombergs Haifischbecken zu werfen, eben als die Frist verstrichen ist und Carter die Tragstützen der Station torpedieren lässt. Bond findet Anya und entkommt mit ihr in Strombergs Rettungskapsel aus der versinkenden Station an die Wasseroberfläche. Auch der Beißer rettet sich, nachdem er den Hai besiegen konnte. Schließlich kann Bond unter Aufbietung seines ganzen Charmes Anya überzeugen, ihn doch nicht zu töten. Als die Rettungskapsel geborgen wird und die Vorgesetzten durch deren Bullauge blicken, sehen sie Bond und Anya in inniger Umarmung unter der Bettdecke liegen.

## Produktion

### Drehbuch
Ian Fleming war mit seinem Roman Der Spion, der mich liebte nicht zufrieden und hatte bestimmt, dass lediglich der Titel für einen Film benutzt werden dürfe, nicht jedoch Teile der Handlung.
Eine ganze Reihe von Autoren wurde mit der Arbeit an einem Drehbuch beauftragt, darunter Stirling Silliphant, John Landis, Ronald Hardy, Anthony Burgess und Derek Marlowe. Letztlich war es wieder Richard Maibaum, der ein Drehbuch entwickelte, in das er Ideen der anderen Schriftsteller einfließen ließ. Sein Buch handelte von einer Gruppe Terroristen, die durch die Absetzung Blofelds und Übernahme der Organisation SPECTRE eine neue Weltordnung erschaffen wollen. Dieser Entwurf wurde aber von Broccoli abgelehnt, der ihn als zu politisch einstufte.
Regisseur Lewis Gilbert schlug vor, das Drehbuch von Christopher Wood überarbeiten zu lassen, mit dem er bereits für den 1977 veröffentlichten Film Königliche Hoheit in Japan zusammengearbeitet hatte. Wood entwickelte aus dem vorhandenen Stoff das endgültige Drehbuch, für das er im Abspann gemeinsam mit Richard Maibaum genannt wurde.

### Titel
Der Titel wurde von Ian Flemings gleichnamigem Roman übernommen, hat aber nichts mit dessen Handlung zu tun. Er wird im Film auch nicht genannt.

### Besetzung
- Roger Moore hatte ursprünglich einen Vertrag über drei Bond-Filme geschlossen, von denen Der Spion, der mich liebte der dritte war.[3]
- Für die Rolle des Bond-Widersachers Karl Stromberg wurde aufgrund seiner Darstellung des Kapitän Nemo in 20.000 Meilen unter dem Meer zunächst James Mason in Betracht gezogen.[5] Die Rolle wurde dann aber mit Curd Jürgens besetzt, der im Abspann als „Curt Jurgens“ geführt wird.[6]
- Die Rolle der von Barbara Bach gespielten russischen Agentin Major Amasova sollte ursprünglich von Lois Chiles gespielt werden, die dann im folgenden James-Bond-Film Moonraker – Streng geheim die Rolle der Dr. Goodhead erhielt.[3]
- Im Abspann wird der von Walter Gotell dargestellte General Gogol zumeist mit dem Vornamen „Anatol“ wiedergegeben; in diesem Film (seinem ersten Auftritt) spricht M ihn jedoch als „Alexis“ an.[7] In derselben Szene wird M von Gogol ausnahmsweise mit seinem Vornamen „Miles“ angesprochen.
- Auch der wieder von Desmond Llewelyn gespielte Q wird in diesem Film (zum zweiten Mal) namentlich erwähnt: Bei der Ankunft von Bond und Major Amasova auf Sardinien begrüßt Amasova ihn mit den Worten „Guten Morgen, Major Boothroyd“. Zuvor war dies bereits in James Bond jagt Dr. No der Fall. Damals wurde Q jedoch noch von Peter Burton dargestellt und nicht mit „Q“ angesprochen.
- Die Rolle des Beißers wollte Broccoli ursprünglich mit Will Sampson besetzen, entschied sich dann aber für Richard Kiel, der in dieser Rolle in Moonraker einen weiteren Auftritt hatte.[8]
- Die Stimme in der Pyramidenveranstaltung wurde im Original von Charles Gray gesprochen, der bereits bei Man lebt nur zweimal (als Henderson) und in Diamantenfieber (als Blofeld) mitgewirkt hatte. In der deutschen Version wurde dieser Teil von Manfred Schott synchronisiert.
- Als Running Gag wurde ein von Victor Tourjansky gespielter Tourist eingeführt, der meist ungläubig auf sein alkoholisches Getränk schaut, wenn Bond in ungewöhnlicher Weise auftaucht. Er taucht in diesem Film am Strand, in Moonraker auf dem Markusplatz und in In tödlicher Mission auf einer Skihütte auf und glaubt, Bonds Auftritte wären eine Folge seines Alkoholgenusses. Seit Octopussy wurde die Figur nicht mehr eingesetzt.

### Titelgestaltung
Für die Titelgestaltung war erneut Maurice Binder verantwortlich. Die Einleitungsszene geht nahtlos in den Titelvorspann über, in dem zum dritten Mal in der Reihe James Bond selbst zu sehen ist. In den hauptsächlich in Zeitlupe dargestellten Szenen der ohne sichtbare Schnitte auskommenden Sequenz sind neben Bond die Silhouetten verschiedener Frauen zu sehen, die Turnübungen an abstrakten Waffendarstellungen durchführen.
Zum ersten Mal in der Geschichte der Bond-Filme wurde dem Autor Ian Fleming in den Filmtiteln lediglich die Figur James Bond zugeschrieben, während sein Name bei den vorherigen Filmen noch vor dem Titel des Films erschien. Man verwendete also „Ian Fleming’s James Bond in The Spy Who Loved Me“ an Stelle von „Ian Fleming’s The Spy Who Loved Me“. Dies resultierte daraus, dass für Der Spion, der mich liebte erstmals ein völlig eigenständiges Drehbuch geschrieben wurde, ohne dabei Elemente aus Flemings Roman zu übernehmen. Diese Art der Nennung im Vorspann wurde ab In tödlicher Mission zum Standard der Serie.
In der in den meisten James-Bond-Filmen vorkommenden Sequenz zu Beginn des Films, in der Bond von rechts scheinbar am Zuschauer vorbeigeht, dann aber in dessen Richtung und damit anscheinend in einen Pistolenlauf schießt, trägt der Agent hier erstmals Smoking und Fliege.

### Dreharbeiten
- Die Dreharbeiten fanden vom 31. August 1976 bis 26. Januar 1977 statt.[10]
- Bei den Dreharbeiten entstand die „Halle 007“, die damals größte Filmhalle der Welt, in die ein Atom-U-Boot-Nachbau (fast im Maßstab 1:1) passte. Einige Jahre später brannte sie nieder. Sie hatte 2,5 Millionen Dollar gekostet, bei Gesamtproduktionskosten von 13 Millionen Dollar.
- Bei der Beleuchtung in den Tankerszenen hatte der Regisseur Stanley Kubrick – ohne dass das Film- und Produktionsteam etwas davon wusste – seine Hände im Spiel, indem er Ken Adam, der für die Bauten zuständig war, bei Fragen der Be- und Ausleuchtung beriet. Die Skifahrsequenzen entstanden unter der bewährten Aufsicht von Willy Bogner junior, die Unterwasseraufnahmen lagen in der Hand von Lamar Boren.

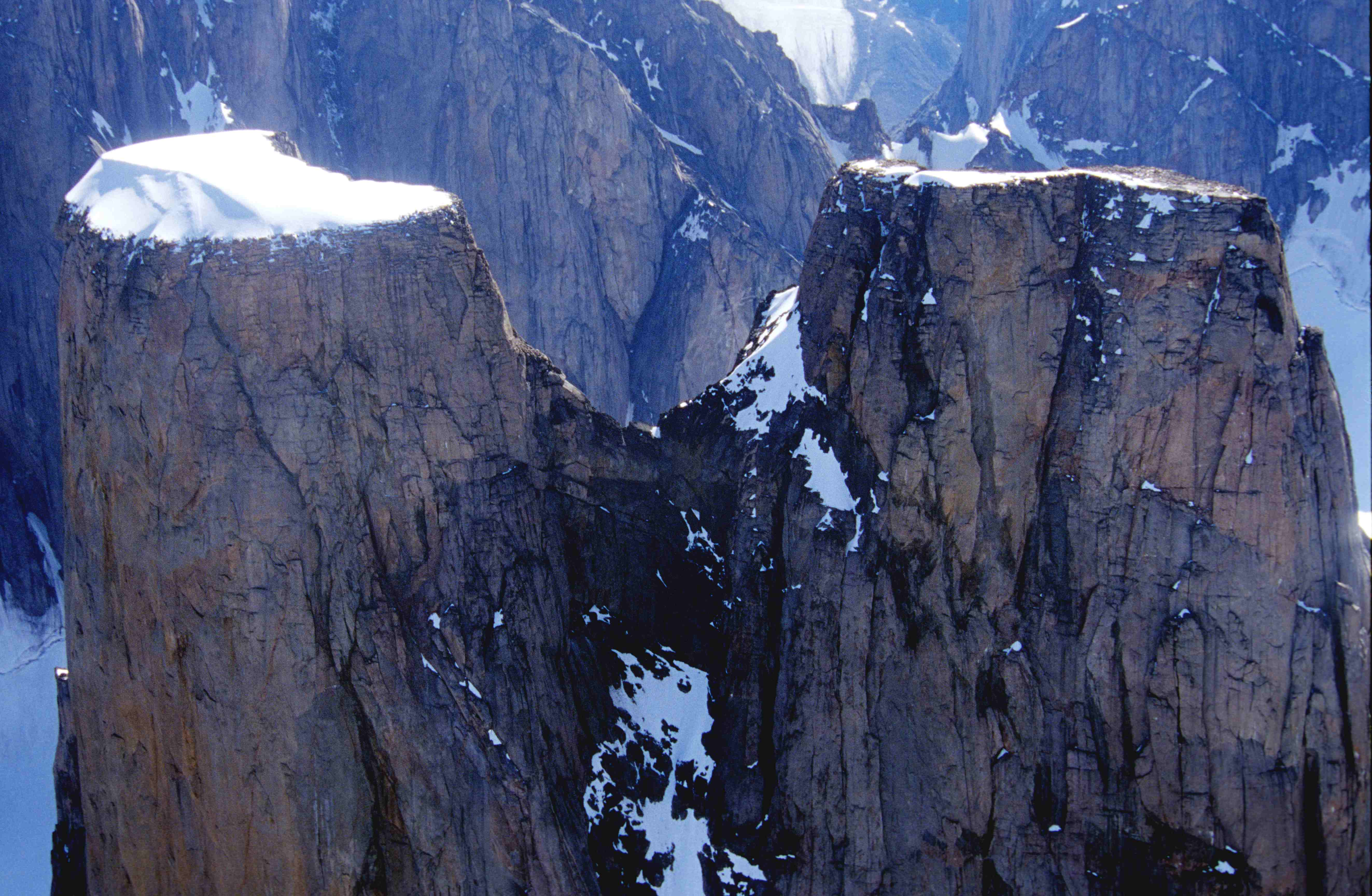
Mount Asgard, auf dem der Sprung für die Eröffnungsszene des Films gedreht wurde

- Der Skisprung mit dem sich öffnenden Fallschirm wurde im Juli 1976 auf dem Mount Asgard in Kanada gedreht, einem Tafelberg mit über 1000 m hohen senkrechten Felswänden. Während des Stunts gab es Komplikationen, als sich der Fallschirm des Stuntmans Rick Sylvester nicht rechtzeitig öffnete – die Produzenten waren allerdings begeistert, da dadurch die spektakuläre Freifallphase verlängert wurde. Die Szene, die mit vier Kameras, darunter eine Helikopterkamera, aufgenommen wurde und die noch heute als einer der spektakulärsten Stunts der Bond-Serie gilt, kostete die Produktionsgesellschaft Metro-Goldwyn-Mayer nach Aussage von Sylvester in einem Interview 500.000 US-Dollar (und sei damit „der teuerste Stunt der Filmgeschichte“ gewesen), von denen 30.000 US-Dollar direkt als Gage an Sylvester flossen. Zugleich stellte Sylvester mit seinem Sprung aus etwa 1000 Meter Höhe einen neuen Weltrekord im Base-Jumping auf.

### Drehorte
In folgenden Ländern wurde gedreht:
- Großbritannien
  - Pinewood Studios, London
  - Marinebasis Faslane

- Kanada

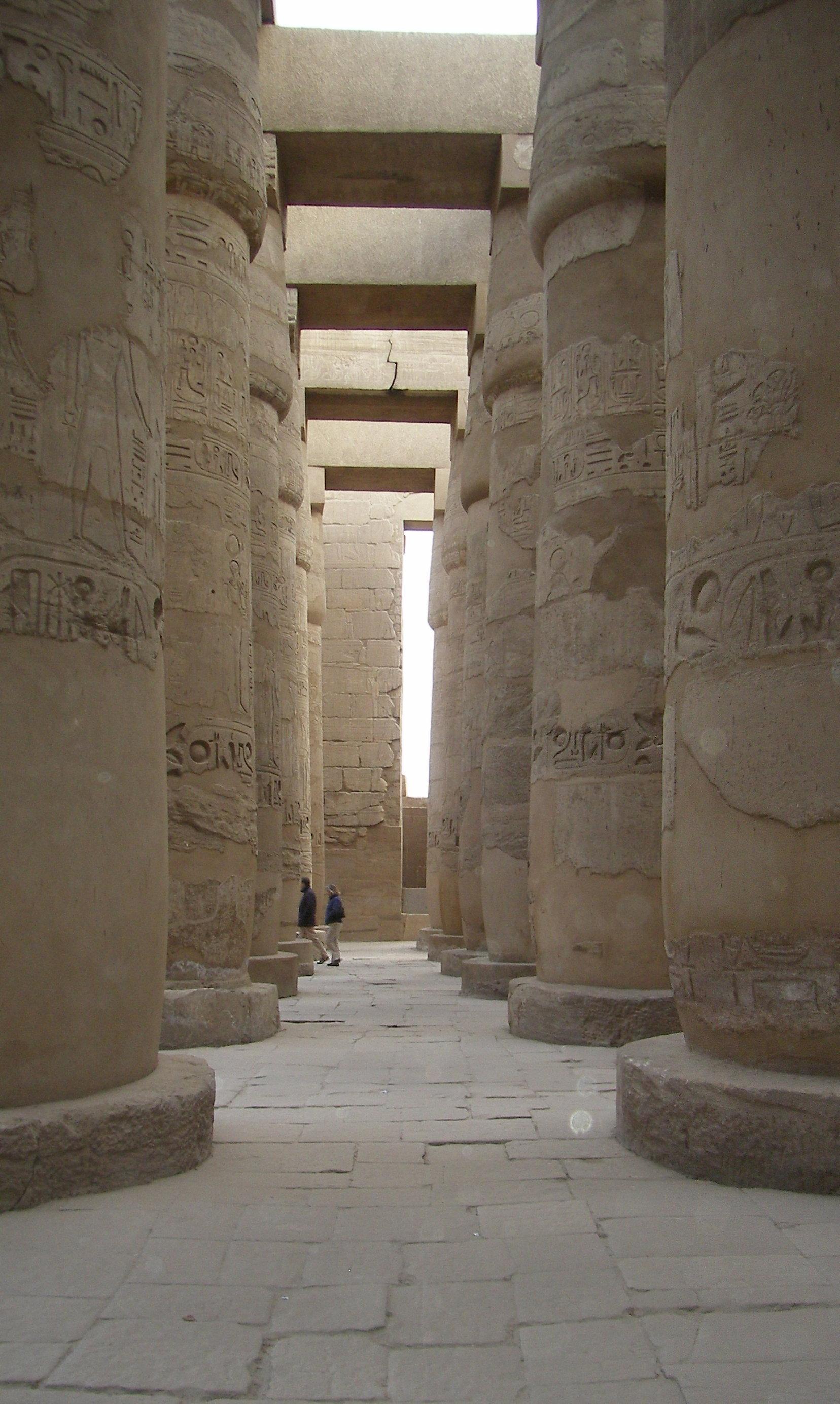
Die Säulen in Karnak, in denen James Bond und Anya den Beißer verfolgen

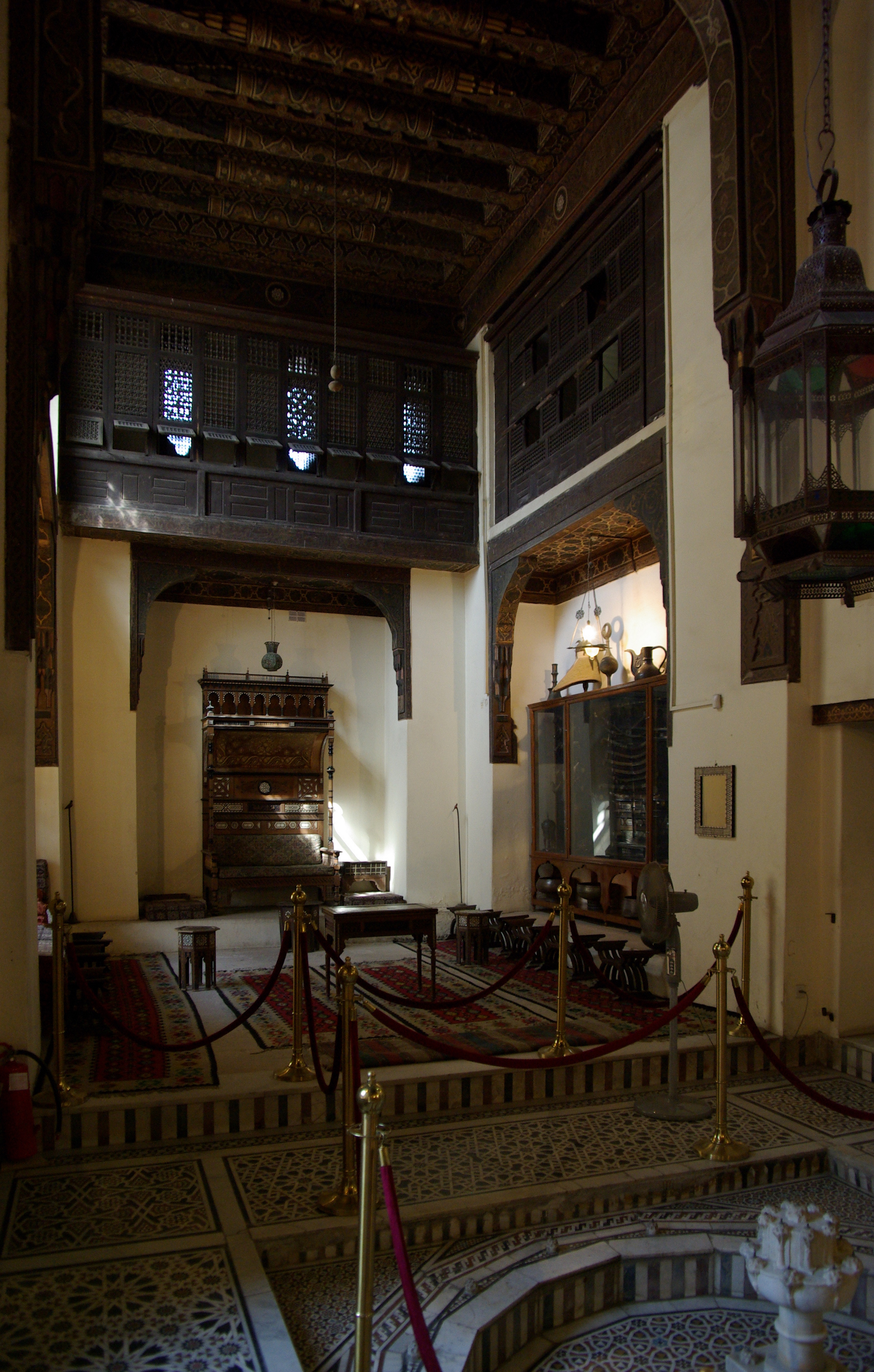
Gayer-Anderson-Museum in Kairo

  - Mount Asgard auf Baffin Island bildet den Schluss der Verfolgungsjagd im Bernina-Gebiet.

- Bahamas
  - Coral Harbour

- Schweiz
  - Verfolgungsjagd im Gletschergebiet beim Piz Bernina, Kanton Graubünden[12]

- Sardinien (Italien)
  - Hotel Cala di Volpe, Arzachena
  - Palau
  - San Pantaleo
  - Costa Smeralda

- Malta
  - Mittelmeer vor der Insel

- Ägypten
  - Pyramiden von Gizeh und die Große Sphinx von Gizeh
  - Gayer-Anderson-Museum, Kairo
  - Ruinen von Karnak und der Tempel von Amun
  - Tempel von Ramses II. in Abu Simbel

- Japan
  - Unterwasseraufnahmen bei Okinawa

### Gadgets

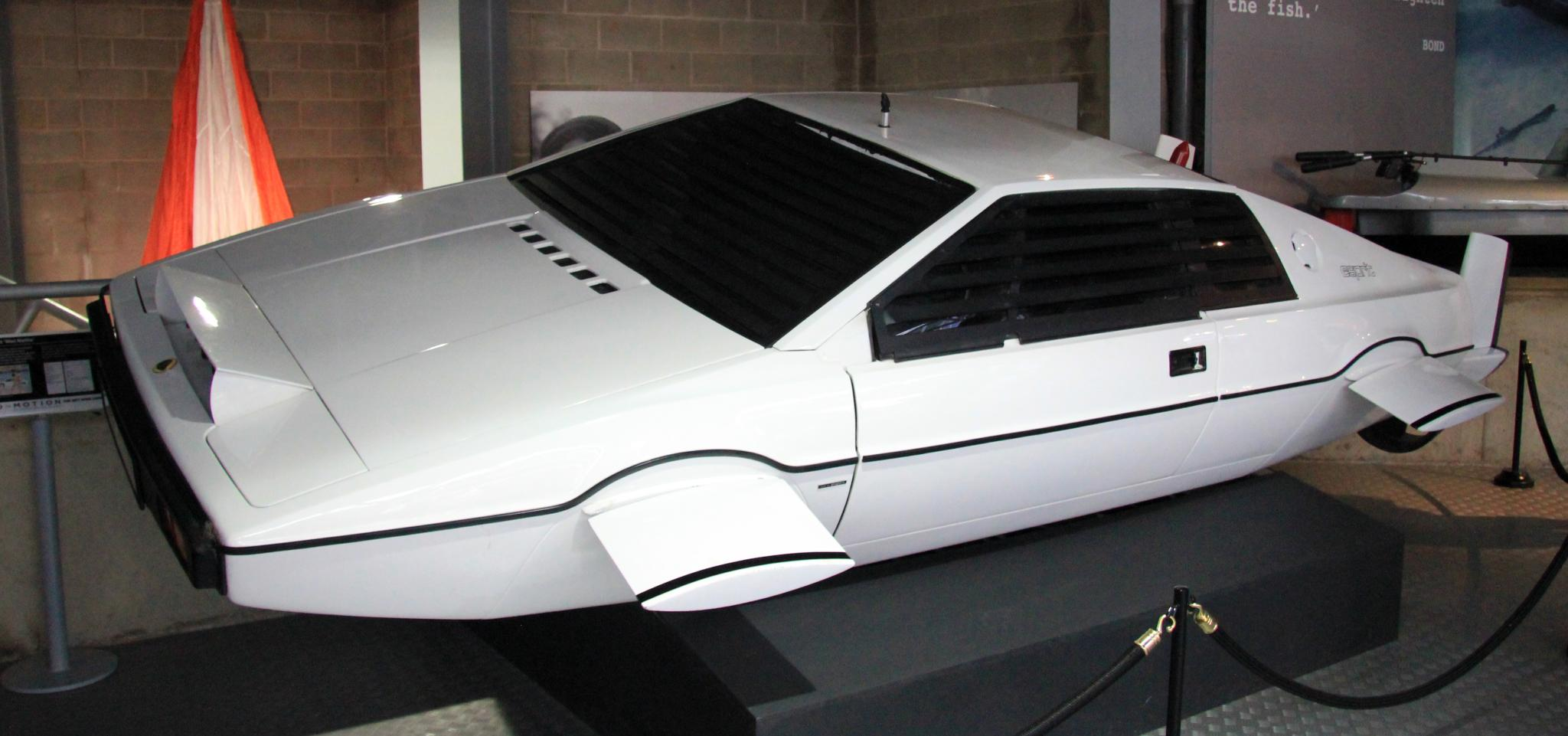
Lotus Esprit aus dem Film James Bond 007 – Der Spion, der mich liebte

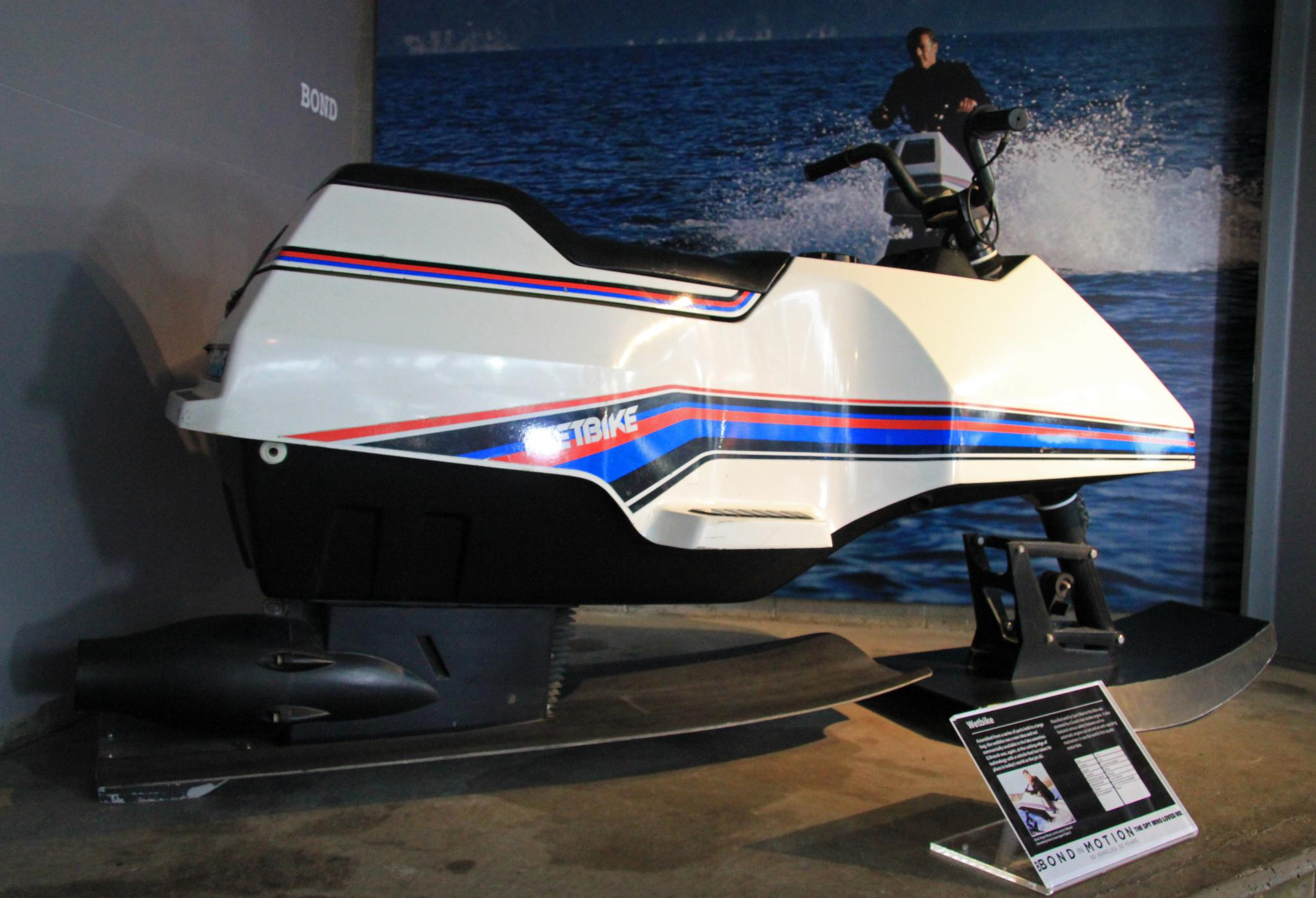
James Bonds Wetbike

Als Fahrzeug steht Bond diesmal ein Lotus Esprit zur Verfügung. Die Q-Branch stellt auch noch ein zerlegbares Wassermotorrad Wetbike (Prototyp der Firma Spirit Marine), ein in einem Brillenetui untergebrachtes kleines Mikrofilm-Lesegerät, eine Uhr mit eingebautem Telex-Empfänger (Seiko Model 0674) und einen schussfähigen Skistock zur Verfügung.
Auch Major Amasova verwendet Gadgets, unter anderem ein in einer Spieluhr untergebrachtes Funkgerät, das die Titelmelodie des Films Doktor Schiwago spielt (in der Sowjetunion durfte der Roman offiziell erst 1988 erscheinen), und ein in Zigaretten verstecktes Betäubungsmittel. Im Film wird zudem noch ein auf einer Magnetbahn laufendes Tablett gezeigt, mit dem Restaurantgäste geköpft werden können, sowie eine auch als Schusswaffe verwendbare Wasserpfeife.

### Filmmusik
Bei The Spy Who Loved Me wich man von der in den Bond-Filmen gängigen Praxis ab, nach der Lied- und Filmtitel einander entsprechen. Dennoch findet sich der Filmtitel im Liedtext wieder. Carole Bayer Sager schrieb Nobody Does It Better, Marvin Hamlisch komponierte die Musik; das Lied wurde für den Oscar nominiert und war ein großer Erfolg für die Sängerin Carly Simon.
In der Szene, in der Bond und Amasova in der Wüste nach der Flucht vor dem Beißer eine Autopanne haben, wird das Musikthema von Lawrence von Arabien gespielt.
Als Stromberg mehrere Personen in einem Haifischbecken beseitigt, hört er das Air von Bach. In einer Szene, in der die Atlantis-Station auftaucht, ertönt begleitend das Andante aus dem 21. Klavierkonzert von Mozart.
Der Soundtrack selbst ist von der Musik der Bee Gees inspiriert, von denen Hamlisch seinerzeit ein Fan war. Am stärksten ist dies im Stück Bond ’77 herauszuhören, das in der legendären Ski-Verfolgungsjagd und anderen Actionsequenzen zum Einsatz kommt und sich im Arrangement an den Bee-Gees-Disco-Klassiker You Should Be Dancing anlehnt.
Der Soundtrack erschien erstmals 1977 bei United Artists Records auf LP. In den 1980er Jahren wurde eine erste CD-Pressung von EMI herausgebracht. Nach dem 40. James-Bond-Jubiläum wurde 2003 eine neue, aufgearbeitete Fassung von Capitol Records veröffentlicht. Da die Masterbänder einiger Stücke als verschollen gelten, wartet der Soundtrack nur mit der ursprünglichen Titelzusammenfassung auf. In Großbritannien gab es eine Doppelhüllenversion der LP.
| Originalauflage 1. Nobody Does It Better (Main Title Song) (03:22) gesungen von Carly Simon 2. Bond 77 (James Bond Theme) (04:22) 3. Ride To Atlantis (03:30) 4. Mojave Club (02:14) 5. Nobody Does It Better (Instrumental Version) (04:47) 6. Anya (03:22) 7. The Tanker (04:25) 8. The Pyramids (01:36) 9. Eastern Lights (03:26) 10. Conclusion (01:33) 11. Nobody Does It Better (End Titles) (03:25) gesungen von Carly Simon |

### Synchronisation
Die Synchronisation führte wiederum die Ultra-Film Synchron in München durch.
Das Dialogbuch schrieb Niels Clausnitzer. Curd Jürgens, der viele Sprachen beherrschte, synchronisierte sich selbst auch in der französischen Fassung.
| Rolle               | Schauspieler       | Deutsche Synchronsprecher |
| ------------------- | ------------------ | ------------------------- |
| James Bond          | Roger Moore        | Niels Clausnitzer         |
| Anya Amasova        | Barbara Bach       | Dagmar Heller             |
| Stromberg           | Curd Jürgens       | Curd Jürgens              |
| Naomi               | Caroline Munro     | Rose-Marie Kirstein       |
| Gogol               | Walter Gotell      | Herbert Weicker           |
| Sir Gray            | Geoffrey Keen      | Alois Maria Giani         |
| M                   | Bernard Lee        | Wolf Ackva                |
| Benson              | George Baker       | Alexander Allerson        |
| Borzov              | Michael Billington | Eberhard Mondry           |
| Felicca             | Olga Bisera        | Helga Trümper             |
| Q                   | Desmond Llewelyn   | Leo Bardischewski         |
| Scheich Hosein      | Edward de Souza    | Horst Naumann             |
| Max Kalba           | Vernon Dobtcheff   | Horst Sachtleben          |
| Moneypenny          | Lois Maxwell       | Emely Reuer               |
| Liparus Kapitän     | Sydney Tafler      | Bruno W. Pantel           |
| Capt. Carter        | Shane Rimmer       | Horst Niendorf            |
| Capt. Talbot        | Bryan Marshall     | Norbert Gastell           |
| Agentin in Skihütte | Sue Vanner         | Eva Kinsky                |
| Pyramiden-Stimme    | Charles Gray       | Manfred Schott            |

### Uraufführung
Die Weltpremiere fand am 7. Juli 1977 im Odeon Kino am Leicester Square in London in Gegenwart von Prinzessin Anne statt.
In den Vereinigten Staaten lief der Film am 13. Juli 1977 in den Kinos an, in den bundesdeutschen Kinos am 25. August 1977.

## Nachwirkung

### Finanzieller Erfolg
Der Film war ein großer kommerzieller Erfolg. Er spielte bei einem Budget von geschätzten 14 Mio. US-Dollar weltweit etwa 185 Mio. US-Dollar wieder ein, davon fast 47 Mio. allein in den Vereinigten Staaten.
Die Zeitschrift Stern gibt nach Daten von 2011 als weltweites Einspielergebnis inflationsbereinigte 693 Millionen US-Dollar an, was den Film auf Platz 5 von 23 einreiht. Die Besucherzahlen in Deutschland werden mit 7,6 Millionen angegeben, das entspricht den zweitmeisten Besuchern eines Bond-Films in Deutschland.

### Zeitgenössische Kritik
Die Zeit zeigte sich begeistert „[v]on Willi Bogner[s] brillant gefilmt[em] Vorspann“ und der Arbeit von Designer Ken Adam, kritisierte aber die Leistung der Schauspieler. Jürgens „fehlt der Drive“, Barbara Bach habe „den Charme einer Kleiderpuppe“ und Roger Moore „bemüht sich redlich“. Alles in allem wirke der Film „wie ein hochtechnisiertes Kasperletheater, wie ein Comic-Strip für Bildschirm-Geschädigte“, wobei „Handlung, Dialoge und Schauspielkunst […] nebensächlich“ sind.
Die New York Times schrieb, der Film bewege sich zwar in einem „brauchbaren Tempo“, erscheine aber letztlich „eine halbe Stunde zu lang“, denn der „verschwenderisch produzierte“ Höhepunkt des Films sei längst „ein alter Hut“. Barbara Bachs Figur wirke „etwas dümmlich, selbst für Bond-Standards“. Hauptdarsteller Roger Moore wirke in der Bond-Rolle „gleichgültig“ und manchmal gar „gelangweilt“.

### Spätere Bewertung
Rückblickend gilt der Film als einer der besseren Beiträge zur James-Bond-Reihe und wird häufig als der beste Bond-Film mit Roger Moore bezeichnet. Der spektakuläre Fallschirmsprung in der Eröffnungssequenz gilt als einer der Höhepunkte der Filmreihe, während die Figur des Beißers als einer ihrer bekanntesten Schurken gilt.
Raymond Benson schrieb in seinem 1984 erschienenen Standardwerk The James Bond Bedside Companion, das Drehbuch zu Der Spion, der mich liebte sei „ohne Zweifel das beste Bond-Drehbuch der 70er“.
Die Zeitschrift Entertainment Weekly erstellte 2006, beinahe 30 Jahre nach der Veröffentlichung des Films, eine Rangfolge der James-Bond-Filme, in der Der Spion, der mich liebte als 10. von 21 Filmen abschnitt. Positiv hervorgehoben wurde die Eröffnungsszene und die Figur des Beißers.
Im Jahre 2009 nannte der deutsche James-Bond-Experte Siegfried Tesche den Film in einer Liste der zehn besten James-Bond-Filme aller Zeiten auf Platz 8. Gefallen fand er an der „originellen Verfolgungsjagd mit dem Lotus Esprit und dem Beißer“.
Fünf Jahre später wurde von den Besuchern der James-Bond-Fanseite MI6-HQ.com über die besten Bond-Filme abgestimmt, wobei Der Spion, der mich liebte den sechsten Platz erreichte.
Im Jahr 2012 wurden die Bond-Filme von den Lesern des 007 Magazine bewertet. Der Spion, der mich liebte belegte den 8. von 24 Plätzen. Auch in einer ebenfalls 2012 veröffentlichten Liste des Rolling Stone nimmt Der Spion, der mich liebte Platz 8 von 24 James-Bond-Filmen ein. In dem 2012 erschienenen Sonderheft 50 Jahre James Bond des Stern wird der Film mit 3 von 5 Sternen („solide“) bewertet. Im selben Jahr wurde Der Spion, der mich liebte von dem Magazin Time Out als fünftbester Bond-Film genannt.

## Auszeichnungen
Der Film war 1978 in den Kategorien Best Art Direction-Set Decoration, Best Music, Original Score sowie Best Music, Original Song für den Oscar nominiert.
Des Weiteren wurde 1978 Roger Moore für einen Saturn Award in der Kategorie Bester Hauptdarsteller nominiert.
Im gleichen Jahr wurde der Film mit der Goldenen Leinwand ausgezeichnet.

## Adaptionen

### Computerspiel
Die Softwarefirma Domark veröffentlichte 1990 ein Computerspiel zum Film. Der Spieler übernimmt ähnlich wie bei dem 1989 erschienenen Spiel Lizenz zum Töten die Kontrolle aus der Vogelperspektive oder im Fadenkreuz-Modus.
Auch das im Jahr 2002 veröffentlichte Computerspiel 007: Nightfire enthält Elemente aus Der Spion, der mich liebte.

### Hörspiel
Das Label Europa veröffentlichte die überarbeitete Tonspur des Films als Hörspiel auf Musikkassette. Den im Film nicht vorhandenen Erzähler spricht Norbert Langer.

## Veröffentlichungen
Der Film lief am 25. März 1990 um 20:15 auf ARD erstmals im deutschen Free-TV.

### VHS
Der Film wurde erstmals in den 1980er Jahren auf VHS von MGM Home Entertainment veröffentlicht. In Deutschland übernahm dies Warner Home Video. Die letzte Version wurde durch ein einheitliches Design im Jahr 1996 veröffentlicht, die sich aber erheblich von der englischen Version unterschied.

### DVD
Die erste deutsche DVD-Version der „Special Edition“ von 2000/2001 unterscheidet sich bezüglich der Synchronisation gegenüber der Fernseh- und Kino-Version. Die zusätzlichen sarkastischen Kommentare wie „Außer Betrieb“ und „Ahai“ (Zusammensetzung aus Ahoi und Hai als Beißer in das Haibecken fällt) fehlen. Im englischen Original sagt James Bond in diesen Szenen nichts. Die DVD der „Ultimate Edition“ von 2009 enthält diese Sätze wieder.

## Trivia
Ursprünglich sollte auf Der Spion, der mich liebte der Film In tödlicher Mission folgen, was im Abspann auch so angekündigt wurde („James Bond will return in ,For your eyes only‘“). Angesichts der Erfolge der Star-Wars-Filme wurden diese Pläne jedoch geändert und mit Moonraker als Nachfolger wurde ebenfalls ein thematischer Bezug zum Weltraum hergestellt.
Das Lied MfG – Mit freundlichen Grüßen von den Fantastischen Vier beginnt mit einem Satz aus diesem Film, der in dem abendlichen Vortrag bei den Pyramiden von Gizeh vorkommt und vom „Drama einer Kultur berichtet“.
Auch der Titel Der Kommandant der Gruppe U 96 enthält einige Textfragmente aus dem Film.
Im Dezember 2017 wurde im Computerspiel Grand Theft Auto Online ein Fahrzeug namens Stromberg, dem Namen von James Bonds Gegenspieler, hinzugefügt, das dem Lotus Esprit aus dem Film nachempfunden ist. Wie im Film kann das Fahrzeug unter Wasser fahren und Raketen abfeuern.
Drei Filmparodien des Spion-Genres nehmen Bezug auf den Filmtitel: Austin Powers: The Spy Who Shagged Me (1999), OSS 117 – Der Spion, der sich liebte (2006, nur der deutsche Filmtitel) und The Spy Who Dumped Me (2018).
Karl Stromberg trägt einen Ring der Organisation Spectre.